# Matsumoto Hiroya (bóng đá)
Matsumoto Hiroya (sinh ngày 10 tháng 8 năm 2000) là một cầu thủ bóng đá người Nhật Bản.

## Sự nghiệp câu lạc bộ
Matsumoto Hiroya hiện đang chơi cho Sanfrecce Hiroshima.